# Bacidia herbarum
Bacidia herbarum är en lavart som först beskrevs av Stizenb., och fick sitt nu gällande namn av Johann Franz Xaver Arnold. Bacidia herbarum ingår i släktet Bacidia och familjen Ramalinaceae.  Arten är reproducerande i Sverige. Inga underarter finns listade i Catalogue of Life.